# RS-424
Pour les articles homonymes, voir Route 424.
La RS-424 est une route locale Centre-Est de l'État du Rio Grande do Sul. Elle relie la RS-421, sur le territoire de la municipalité de Forquetinha, à la commune de Canudos do Vale. Elle est longue de 16,2 km.